# Raffaele Manica
Raffaele Manica (Latina, 10 settembre 1958) è un saggista e critico letterario italiano.

## Biografia
Ha pubblicato, oltre a un profilo di Alberto Moravia presso Einaudi editore, alcune raccolte di saggi: Discorsi interminabili, La prosa nascosta, Exit Novecento (Premio Napoli per la saggistica) e Qualcosa del passato. In questi volumi ha analizzato i più significativi scrittori e poeti italiani del secolo passato. Del 2018 è  Praz (Premio internazionale Mondello 2019 per la saggistica). Ha vinto per il complesso dell'opera il Premio Bonura (conferito dal quotidiano l'Avvenire e dall'Università Cattolica di Milano) nel 2018 e nel 2019 il Premio Val di Comino.
Ha curato i due volumi de I Meridiani di Alberto Arbasino (vincendo per l'introduzione il Premio De Sanctis) e il Meridiano delle Opere scelte di Enzo Siciliano. 
Esperto di letteratura italiana del Cinquecento (libri su Ariosto e sui trattatisti), Manica è condirettore della rivista letteraria Nuovi Argomenti, dirige la collana di saggistica della Gaffi Ingegni, collabora da molti anni con il quotidiano il manifesto per il suo inserto Alias. Ha collaborato con Il Mattino e  con Il Foglio oltre che con numerose riviste, soprattutto con Paragone.
Ha insegnato Letteratura Italiana presso l'Università di Roma Tor Vergata dal 1988 al 2018; dal 2018 insegna presso lo stesso ateneo Letteratura italiana contemporanea.
Nel 2019 ha vinto il Premio Mondello nella sezione "Critica letteraria" con Praz.
Nel 2021, per i Meridiani Mondadori, ha curato e introdotto la raccolta degli scritti di Nicola Chiaromonte: Lo spettatore critico. Politica Filosofia Letteratura.

## Opere
- 1983 - Preliminari sull'Orlando Furioso, Bulzoni, Roma
- 1987 - Discorsi interminabili, Altri Termini, Napoli
- 1988 - Il critico e il furore, QuattroVenti, Urbino
- 2002 - La prosa nascosta, Avagliano, Cava de' Tirreni
- 2004 - Moravia, Einaudi, Torino
- 2007 - Exit Novecento, Gaffi, Roma
- 2008 - Qualcosa del passato, Gaffi, Roma
- 2018 - Praz, Italosvevo, Roma-Trieste